# Lastukoski kanal
Lastukoski kanal (fi. Lastukosken kanava) är kanal som förbinder sjöarna Syväri och Vuotjärvi  i Norra Savolax. Kanalen är 300 meter lång, har en sluss och en höjdskillnad på 4,00–4,30 meter.